# Các tiểu bang Thái Bình Dương

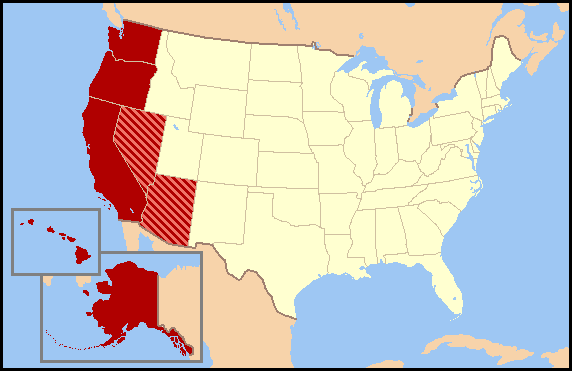
Các định nghĩa về vùng này khác nhau tùy theo nguồn. Các tiểu bang màu đỏ đậm thường được tính vào vùng này trong khi một phần hay toàn bộ các tiểu bang màu đỏ sọc có thể hoặc không có thể được xem là thuộc các tiểu bang Thái Bình Dương.

Các tiểu bang Thái Bình Dương (tiếng Anh: Pacific States) hình thành một trong chín phân vùng điều tra dân số của Cục Điều tra Dân số Hoa Kỳ.
Có năm tiểu bang trong phân vùng này là: Alaska, California, Hawaii, Oregon, Washington — và như cái tên của chúng, tất cả các tiểu bang này đều có bờ biển nằm trên Thái Bình Dương (và là các tiểu bang duy nhất có ranh giới với đại dương). Ngoài ra, Nevada và Arizona đôi khi được tính vào vùng này mặc dù sự thật là cả hai tiểu bang này đều không có ranh giới với Thái Bình Dương. Điều đơn giản là vì mối liên hệ chặt chẽ của hai tiểu bang này cũng như các vùng đô thị của chúng với California lân cận. Phân vùng này là một trong hai phân vùng nằm bên trong vùng điều tra dân số lớn hơn của Cục Điều tra Dân số Hoa Kỳ là vùng Tây Hoa Kỳ. Phân vùng kia là Các tiểu bang miền Núi.
Mặc dù được Cục Điều tra Dân số xếp vào chung một vùng, phân vùng Thái Bình Dương và phân vùng miền Núi rất khác nhau xa theo nhiều khía cạnh quan trọng, đặc biệt nhất là trong lãnh vực chính trị. Trong khi gần như tất cả các tiểu bang miền Núi được xem là "các tiểu bang đỏ" bảo thủ thì tất cả các tiểu bang Thái Bình Dương, trừ Alaska, rõ ràng được xem là nằm trong số "các tiểu bang xanh" cấp tiến. Thật vậy, một phân vùng khác nữa mà người dân của các tiểu bang Thái Bình Dương được xem là có quan hệ gần gũi nhất về chính trị là phân vùng Tân Anh Cát Lợi.

## Lịch sử
Duyên hải Tây Bắc của đầu và giữa thế Holocene thời tiền sử bao gồm ven biển Thái Bình Dương từ cửa sông Copper ở Alaska đến sông Klamath ở bắc California. Những xã hội ban sơ phần lớn bao gồm những người săn bắn và thu lượm hoa quả. Nguồn thức ăn chính yếu của họ là cá hồi. Con người sống vào thời gian này ở ở khu vực này thường sống trong những căn nhà đơn sơ, nhỏ, có hình chữ nhật. Khi dân số của Duyên hải Tây Bắc phát triển, xã hội phân cấp được hình thành.
Năm 1769 nam California bị thực dân Tây Ban Nha chiếm và thiết lập các tiền đồn để bảo vệ México chống lại các thương buôn người Nga đang tìm cách xâm nhập vào vùng này. Trong vòng một thập niên, có rất nhiều đồn và cơ sở truyền giáo được thiết lập từ San Diego đến Vịnh San Francisco. Người bản thổ Mỹ được tập trung quanh các trạm truyền giáo và được dạy cách làm vườn và làm nông và được truyền giáo Công giáo La Mã. Các chuyến thuyền Tân Anh Cát Lợi đến để buôn bán da và mỡ.
Năm 1824 California trở thành một tiểu bang của Cộng hòa Mexico mới. Giữa năm 1834 và 1836, chính phủ México thế tục hoá các cơ sở truyền giáo, và tiểu bang được chia thành các nông trại lớn. Nhiều nông trại này được di dân từ Hoa Kỳ đến làm chủ. Quyền lực của chính phủ Mexico trên California thì chưa bao giờ vững mạnh. Sau cùng vào năm 1846 người Mỹ nổi loạn và thiết lập Cộng hòa California trước khi họ biết rằng chiến tranh Mỹ-Mexico đã bùng phát. Tháng 1 năm 1848, vàng được tìm thấy trong sỏi đá ở những dòng suối của vùng trung California vào năm 1849 dòng người di dân Mỹ giống như một cơn lũ—cơn sốt vàng bắt đầu. Những người đào vàng đến bằng đường bộ qua eo đất Panama và bằng chuyến hành trình xa quanh Cape Horn. Dân số của California tăng từ 92.000 người vào năm 1850 đến 380.000 vào năm 1860. California trở thành tiểu bang của Hoa Kỳ vào năm 1850.

### Phát triển Tây Bắc Thái Bình Dương
Trong khi đó tại Tây Bắc Thái Bình Dương (Washington và Oregon), một nền kinh tế khác đang được phát triển. Vào cuối thế kỷ 18, các thương buôn Nga từ Alaska và những thuyền trưởng Tân Anh Cát Lợi đến đây mua da rái cá biển từ người bản địa châu Mỹ sống dọc ven biển. Các bộ tộc này sống nhờ vào đánh bắt cá hồi và săn bắn. Họ khôn khéo và văn minh hơn người bản thổ Mỹ sống ở miền nam California. Để thương lượng mua bán với họ, năm 1811 những người Mỹ mua bán da thú đã thành lập Astoria ở cửa Sông Columbia. Năm 1825 Công ty Vịnh Hudson nối rộng hệ thống mua bán của họ đến Đồn Vancouver (hiện nay là thành phố Vancouver, Washington) bên bờ bắc Sông Columbia.
Những người mua bán da thú đưa tin về miền đông rằng Thung lũng Willamette của Oregon là xứ đất tốt cho nông nghiệp. Nhóm người định cư lớn đầu tiên theo Đường mòn Oregon mà các người buôn bán da thú khám phá ra để tìm đến Oregon năm 1843. Chủ quyền đối với Xứ Oregon bị tranh chấp với Vương quốc Anh cho đến năm 1846 đường biên giới được định đoạt nằm trên vĩ tuyến 49 độ. Giao thương bằng tàu thuyền ngay sau đó khởi sự cùng với việc định cư của người Mỹ tại California. Nhiều nông trại Oregon mở ra để nuôi các loại bò, cừu, trồng các loại cây ăn quả của California. Trong suốt thời kỳ cơn sốt vàng, thức ăn và lâm sản của Oregon đã tìm được thị trường bền vững tại trung California.